# Омброфіти
Омброфіти (грец. όμβρος — «дощ, злива» і грец. φυτόν — «рослина, пагін») — рослини, які отримують живлення переважно за рахунок дощових вод та вод, отриманих внаслідок конденсації з поверхневих шарів ґрунту та з наземних органів рослин. Такі рослини дуже залежні від кліматичних умов та мікроклімату, здебільшого є сукулентами.
При посухах омброфіти схильні до усихання, вони розріджуються та всихають. Але на відміну від глибококореневих рослин, які сильно страждають від посухи, омброфіти переходять у стан спокою, але не гинуть.
Як приклад омброфітів можна навести ефемери Мортук пшеничний Eremopyrum triticeum (Gaertn.) Nevski та Хріницю пронизанолисту Lepidium perfoliatum L. Серед мохів до омброфітів відносяться мохи типу Mnium.
Також атмосферну вологу використовує велика кількість так званих рослин-епіфітів, що ростуть на гілках дерев у тропічних та екваторіальних регіонах. Вони взагалі не контактують з ґрунтом коренями і отримують вологу, безпосередньо конденсуючи її на коренях, з повітря, туманів та дощу. Такими є багато видів орхідних, брамелієвих та інших квіткових рослин.